# Amegilla vanderysti
Amegilla vanderysti är en biart som först beskrevs av Cockerell 1936.  Amegilla vanderysti ingår i släktet Amegilla och familjen långtungebin. Inga underarter finns listade i Catalogue of Life.